# Воз
Воз је облик железничког саобраћаја који се састоји од композиције повезаних шинских вагона које вуче или гура једна или више локомотива. Служи за превоз путника или терета.
Иако је кроз историју, пара била најдоминантнији извор снаге возова, данас се углавном користи дизел или електрична струја за погон (електричне локомотиве). Поред тога, као извор енергије се користе и коњи, конопци или жице, гравитација, пнеуматика, батерије, и гасне турбине.
Пруге по којима се крећу возови се обично састоје од две, три или четири шине.
Постоје разне врсте возова који су направљени и прилагођени за одређене намене. Стога се воз може састојати од комбинације једне или више локомотива и вагона.
Путнички воз је воз који садржи вагоне за путнике са седиштима или лежајима, а често може бити веома дуг и брз. С обзиром да возови прелазе све веће дистанце, брзина возова је веома важан фактор. Да би се постигла што већа брзина, иновативна технологија МАГЛЕВ возова се усавршавала годинама. Данас су достигли брзине преко 500 km/h. Неке од земаља које су чувене по великој брзини, али и тачности и прецизности у распореду возова јесу првенствено Јапан, потом Француска, Немачка, Уједињено Краљевство, Шпанија, али и Италија, Сједињене Државе и Швајцарска.
Теретни воз користи теретне вагоне за превоз робе или материјала, и као такав не превози путнике.
Сама реч воз је настала од глагола возити, а пре појаве данашње железнице је коришћена за поворку од неколико кола која су повезана, а вуку их волови.
Увођењем железнице у Србију, већина нових појмова је преведена употребом постојећих српских речи, тако што им је значење проширено на нови појам, осим вагона и локомотиве.

## Подела према начину погона
Први возови су били вучени конопцима, користили су силу гравитације или су их вукли коњи, али су их почетком 19. века замениле парне локомотиве.
Од 1920-их њих су почеле да замењују дизел и електричне локомотиве, које су захтевале мање напора за управљање и биле су чистије, али и сложеније и скупље.
Електрична вуча пружа нижу цену по пређеном километру, али има више почетне трошкове, који се могу оправдати само на линијама са великом густином саобраћаја. Пошто је изградња електричног система потребног за рад електричне локомотиве виша по пређеном километру, електрична вуча је мање пожељна на дужим линијама, осим на системима којима се путује великим брзинама.
Недавна варијација електричних локомотива је локомотива горивих ћелија. Локомотиве горивних ћелија комбинују предност одсуства инсталираних електричних система, са предностима беземисионог рада. Међутим, постоји значајан почетни трошак за таква возила горивних ћелија.

## Путнички возови
Путнички воз је онај који обухвата кола која превозе путнике и који често може да буде врло дугачак и брз. Он може да буде вишеструка јединица са самосталним погоном или железничка кола, или комбинација са једном или више локомотива и једном или више приколица без погона познатих као путничка кола. Путнички возови путују између станица или депоа, на којима се путници могу укрцати и искрцати. У већини случајева, путнички возови раде на фиксном реду вожње и имају супериорна права коришћења колосека у односу на теретне возове.
За разлику од теретних возова, путнички возови морају да снабдевају свака кола са струјом ниског напона ради осветљења и грејања, између осталог. Ова струја може да долази директно од локомотиве која је главни покретач (из генератора модификованог за ту сврху), или из засебног дизел генератора у локомотиви. За услуге путничког саобраћаја на даљинским рутама, где локомотива са одговарајућом опремом није увек доступна, може се користити засебни генератор.
Надзор путничког воза је у надлежности кондуктера. Њима обично помажу други чланови посаде, као што су сервисери или портери. Током периода путне вожње Северно Америчком железницом, возови на даљину су носили два кондуктера: горе поменутог кондуктера воза и Пулмановог кондуктера, који је био задужен за особље спаваћих кола.
Многи путнички возови који пружају престижне транспортне услуге су добили специфична имена, нека од којих су постала позната у литератури и фикцији. У протеклим годинама, жељезари су често помињали путничке возове као „лак“, алудирајући на прохујале дане дрветом опремљених кола са њиховим сјајном спољашњом обрадом и луксузном декорацијом. „Блокирање лака“ (енгл. Blocking the varnish) значило је да спори теретни воз спречава пролаз брзог путничког воза, узрокујући кашњење.
Неки путнички возови, на дугим и кратким релацијама, користе кола на два дека да би могли да превезу више путника по возу. Дизајн кола и њихова општа безбедност за путнике су драстично еволуирали током времена, што чини превоз возом релативно безбедним.

### Возови на даљину
Возови на даљину путују између многих градова и/или региона неке земље, а понекад пролазе и кроз неколико земаља. Они често имају кола за ручавање или ресторанска кола да би се омогућило путницима да имају оброк током путовања. Возови који путују преко ноћи такође могу да имају спаваћа кола. Тренутно велики део путовања на растојањима од преко 500 mi (800 km) се обавља ваздухом у многим земљама, док су у осталима таква путовања железницом популарна, или су једини јефтини начин путовања на велике раздаљине.

#### Железница велике брзине
Једна приметна и растућа категорија возова на дуга растојања је железница велике брзине. Генерално, железница велике брзине се креће брзинама изнад 200 km/h (120 mph) и често функционише на наменском колосеку који је дизајниран и опремљен да прихвати возове велике брзине. Јапански Шинкансен који је популарно познат као „воз-метак” је почео са радом 1964. године, и био је први успешан пример путничког железничког система велике брзине.
Најбржи воз на точковима који креће по шинама је француски ТЖВ (Train à Grande Vitesse, дословно „воз велике брзине”), који је достизао брзину од 574,8 km/h (357,2 mph), двоструку брзину полетања авиона Боинг 727, под условима тестирања 2007. године. Највећа брзина која је тренутно достиже при планираном моду вожње је 350 km/h (220 mph) на системима међуградске жељезнице Пекинг–Тјенцин и возу велике брзине Вухан–Гуангџоу у Кини. ТЖВ се креће максималном комерцијалном брзином од 300—320 km/h (190—200 mph), као што чине и немачки Интерсити експрес и шпански АВЕ (Alta Velocidad Española).
У већини случајева, путовање возом велике брзине је временски и трошковно конкурентно са ваздушним саобраћајем када растојања не прелазе 500—600 km (310—370 mi), јер аеродромске процедуре чекирања и укрцавања могу да додају неколико сати на само време транзита. Исто тако, трошкови рада железнице на овим раздаљинама могу бити нижи када се узму у обзир количина горива које конзумира путнички авион током полетања и успона. Како се пређено растојање путовања повећава, ови трошкови постају мање изражени, и ваздушно путовање постаје конкурентније.
Нека опрема железнице високе брзине примењује технологију нагибања ради побољшања стабилности на завојима. Примери такве опреме су Напредни путнички воз (APT), Пендолино, Шинкансен серије Н700, Амтракова Ацела Експрес и Талго. Нагибање је динамична форма суперелевације, која омогућава саобраћају при ниским и великим брзинама да користи исти колосек (иако не истовремено), као и стварање удобније вожње за путнике.

#### Међуградска железница
Возови се могу поделити у три главне групе:
- Међуградски возови: повезивање градова у најкраћем времену, заобилазећи све средишње станице
- Експресни возови: заустављање на већим средишњим станицама између градова, услуживање великих урбаних заједница
- Регионални возови: заустављање на свим средишњим станицама између градова, услуживање свих заједница дуж линије

Разлика између типова може бити мала или чак и да не постоји. Возови могу функционисати као међуградске линије између великих градова, а затим прећи на брз или чак регионални мод пружања услуга ради услуживања заједница на екстремитетима линија. Ова пракса омогућава задржавање пружања услуга маргиналним заједницама уз уштеду новца на рачун дужег времена путовања за оне који желе да путују до крајње станице.

#### Регионална железница
Регионални возови обично повезују градове и вароши, уместо да чисто повезују главне популационе центре као што чине међуградски возови, и служе локалном саобраћају у релативно руралним подручјима.

#### Жељезница повишене брзине
Жељезница повишене брзине је специјална категорија возова. Возови на рутама жељезнице повишене брзине могу да оперишу са максималним брзинама које су више од конвенционалних међуградских возова, мада те брзине нису једнако високе као и оне код возова на линијама високе брзине. Ове линије су омогућене побољшањима конвенционалне железничке инфраструктуре ради омогућавања коришћења возова који безбедно могу да функционишу на вишим брзинама.

### Возови на кратке раздаљине

#### Приградски возови
За краћа растојања многи градови имају мрежу приградских возова који опслужују град и предграђа. Возови су веома ефикасан мод транспорта за задовољавање великих транспортних захтева метропола. У поређењу са друмским саобраћајем, мноштво људи се преноси користећи знатно мању површину земљишта и са мало загађења ваздуха. Приградска железница исто тако има дуже опсеге у поређењу са брзим транзитним системима. Услед релативно мање фреквенције они могу делити колосеке са другим возовима.
Неки вагони могу бити постављени тако да имају више места за стајање него седишта, или да олакшају ношење колица за децу, бициклова или инвалидских колица. Неке земље имају двоспратне путничке возове за употребу у густо насељеним подручјима. Разни оператери приградских возова (нпр. Сиднејски возови, Њу Џерзи транзит, Париз РЕР) користе двоспратне возове. Двоспратни возови пружају повећан капацитет чак и кад је ред вожње ређи. Двоспратна кола велике брзине и спаваћа кола постају све заступљенија у континенталној Европи.
Понекад екстремна загушења путничких возова постају проблем. На пример, око 3,5 милиона путника се свакодневно вози на Јаманот линији у Токију, Јапан, са њених 29 станица. У поређењу с тим Њујоршки метро превози 5,7 милиона путника дневно на 25 линија које опслужују 472 станица. Да би се изборили са великим саобраћајем, специјални кола у којима су клупе седишта подигнуте би се обезбедило више простора за стајање само током јутарњих часовима вожње (до 10 ујутро), послују у Токију (E231 серија воза). У прошлости овај воз је имао двоје кола са шест врата на свакој страни да би се скратило време током кога путници улазе и излазе у станици.
Путнички возови обично имају ручке кочница за случај опасности (или „комуникациони кабл”) који јавност може користи. Злоупотреба се кажњава великом казном.

### Унутар градова

#### Брзи транзит
Велики градови обично имају систем метроа, који се такође назива подземном железницом. Возови се електрично напајају, обично путем треће шине, и њихови колосеци су засебни од другог саобраћаја, обично без прелаза у истом нивоу. Ови возови се често крећу кроз тунеле у градском центру, а понекад на подигнутим структурама у спољашњим деловима града. Они могу да убрзају и успоре брже од тежих возова за дуга растојања.
Термин брзи транзит се користи за видове јавног транспорта као што су приградски возови, метро и лака железница. Додуше, линије на подземној железници у Њујорк Ситију се називају „возовима”.

#### Трамвај
У Уједињеном Краљевству, разлика између трамваја и железнице је прецизна и дефинисана је законом. У САД и Канади, таква улична железница се увек назива трамвајем или уличним колима. Кључна физичка разлика између железнице и трамвајског система је да се каснији првенствено креће по јавним улицама, док возови имају колосеке који су одвојени од јавних улица. Често се међуградски и модерни лаки шински систем америчког стила поистовећују са трамвајским системом, пошто ти системи исто тако могу да се крећу по улицама на кратким и средње дугим секцијама. У неким језицима, реч tram се такође односи на мреже међуградског и лако шинског стила, што је посебно случај са холандским језиком.
Дужина трамваја може да буде одређена националним прописима. Немачка има такозвани Бо-Страб стандард, којим се ограничава дужина трамваја на 75 m, док у САД дужина возила је нормално ограничена прописима које дефинишу локалне власти, чиме се обично дозвољава само један тип возила да оперише у мрежи.

#### Лаки шински систем
Термин лака шинска железница је понекад користи за модерни трамвајски систем, упркос тога што су колосеци лаког шинског система највећим делом одвојени, те су сличнији тешкој железници и у мањој мери наликују на трамвајски систем. Овај термин се такође може односити на средњи облик између трамваја и воза, слично метроу, изузев што може да има прелазе истог нивоа. Прелази су обично заштићени са рампама. У терминологији Сједињених Држава ови системи се обично односе на међуградску железницу, јер они повезују веће урбане области у близини већег града са тим градом. Модерни лаки шински системи обично користе напуштене колосеке тешке железнице с циљем ревитализације лишених подручја и поновног развоја локација у и око великих агломерација.

#### Једноколосечна железница
Једноколосечне железнице су развијене како би се задовољиле саобраћајне потребе урбаног транзита, састоје се од воза који се креће на једној шини, типично подигнутој изнад нивоа улица. Једноколосечна железница представља релативно мали део свеукупног жељезничког система. Скоро сви једноколосечни возови користе линеарне индукционе моторе.

#### МАГЛЕВ воз
Да би се остварио много бржи саобраћај на преко 500 km/h (310 mph), иновативна маглев технологија је истраживана од почетка 20. века. Технологија користи магнете за левитацију воза изнад колосека, чиме се смањује трење и омогућавају веће брзине. Први прототип био је приказан 1913. године, а први комерцијални маглевски воз био је аеродромски воз уведен 1984. године.
Шангајски магле воз, отворен 2003. године, најбржи је комерцијални железнички систем. Он функционише на брзинама до 430 km/h (270 mph). Маглев је кориштен на рутама међуградског јавног превоза.

### Шинска кола
Шинска кола (енгл. Railcar) у британском и аустралијском енглеском су самоходна железничка возила дизајнирана за транспорт путника. Термин „шинска кола” се обично користи у смислу воза који се састоји од појединачног вагона (кочије, аута), са возачком кабином на једном или оба краја. Неке железнице, нпр., Велика западна железница, користе термин железнички мотор. Ако кола имају способност повлачења целог воза, она се називају моторним возом или моторним колима. Овај термин се понекад користи као алтернативно име за мале типове вишеструких јединица који се састоје од више од једних кола.

## Галерија
- GE U20C у Индонезији.
- Возови у Ћешину, Пољска.
- Железничка станица у Франкфурту.
- Електрична теретна локомотива у Румунији